# Dean Jacobson
Dean Jacobson est un acteur américain.

## Filmographie
- 1989 : L'Homme homard venu de Mars (Lobster Man from Mars) : Stevie Horowitz
- 1989 : TV 101 (série TV) : Étudiant (épisode « First Love : Part 1 »)
- 1990 : Coupe de Ville : Marvin jeune
- 1990 : Adam 12 (série TV) : Sniper (épisode « The Sniper »)
- 1991 : Chucky 3 (Child's Play 3 : Look Who's Stalking) : Harold Aubrey Whitehurst
- 1994 : Junior : Turkel
- 1996 : The Elevator : Postier
- 1997 : Anything Once : Phil
- 2005 : My Feral Lady
- 2005 : Documentarians in Love : Michael Kurtland